# Lapacho

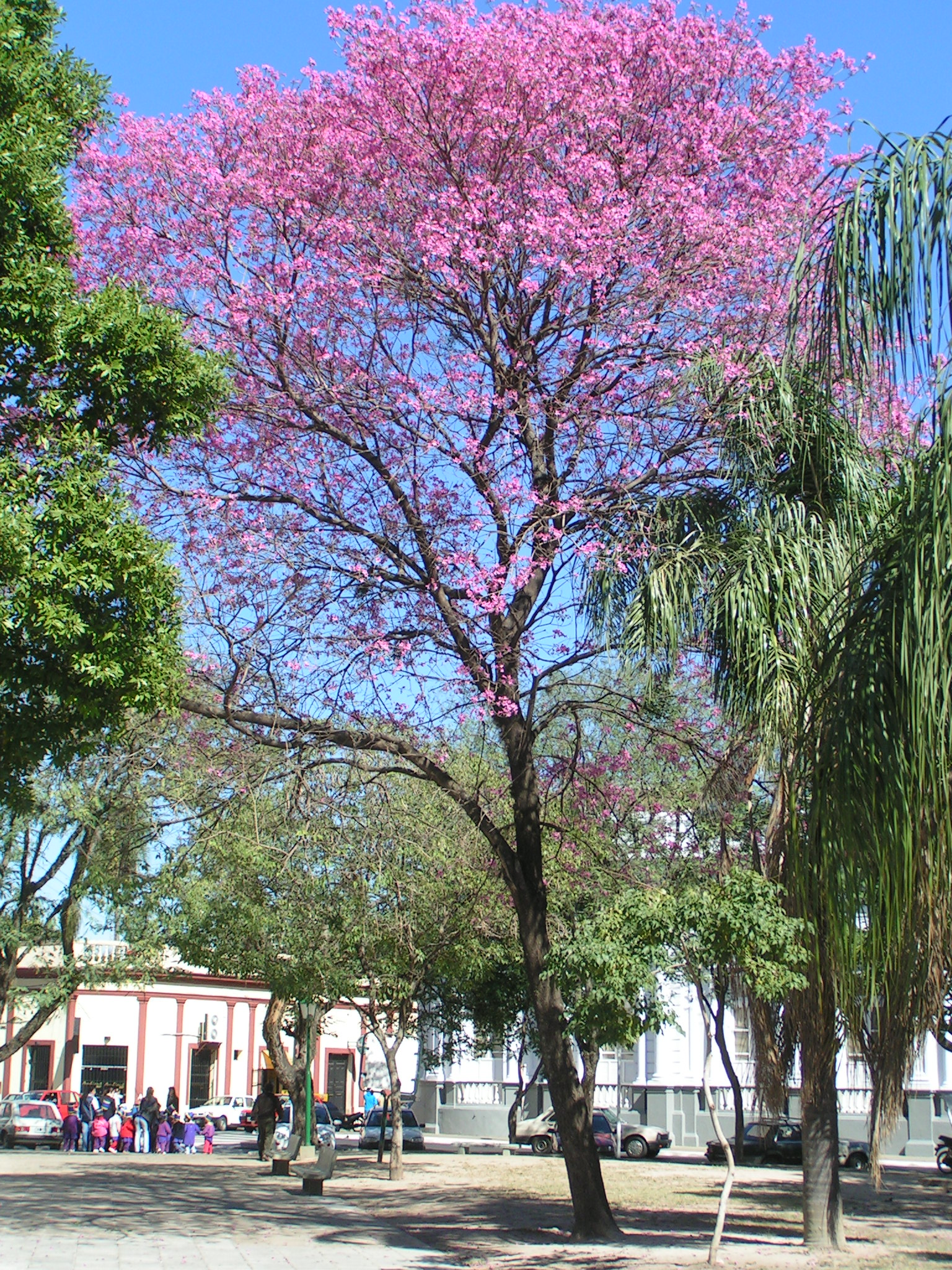
Blühender Lapacho-Baum der Art Handroanthus impetiginosus.

Lapacho (portugiesisch: Ipê-roxo, Pau d’arco) ist der umgangssprachliche Name für mehrere in Mittel- und Südamerika vorkommende und dort bis zu 35 Meter hoch werdende Baumarten, darunter Handroanthus impetiginosus, Handroanthus heptaphyllus, Handroanthus serratifolius und  Handroanthus lapacho. Lapacho-Bäume sind laubabwerfend und tragen während der Blütezeit (in Südamerika von Mai bis August) zahlreiche rosarote, gelbe oder weiße glockenförmige Blüten. Auch Poecilanthe parviflora wird als Lapacho oder Lapachillo bezeichnet.

## Nutzung
Lapacho-Bäume haben ein hartes und schweres Holz (Ipé) von hoher Qualität. Daneben eignet sich die Wasserextraktion aus Holz und Rinde zur Zubereitung des Lapacho-Tees (auch Pau d’arco-Tee genannt). 